# Pseudomyrmex pallens
Pseudomyrmex pallens é uma espécie de formiga do género Pseudomyrmex, subfamilia Pseudomyrmecinae.

## História
Esta espécie foi descrita cientificamente por Mayr em 1870.